# Levytukku
Levytukku Oy är ett finländsk familjeföretag inom musikimport, bildat 1932. Huvudkontoret ligger på Alexandersgatan i Vik i Helsingfors.
För Levytukku har bland andra Olavi Virta, Tapio Rautavaara, Kalevi Korpi, Veikko Tuomi, Henry Theel och dragspelaren Jorma Juselius gjort skivinspelningar. På 1950-talet var Olavi Virta musikföretagets chef. Ljudproduktionen såldes på 1960-talet till Musiikki-Fazer.